# Луга (область)
Луга́ (фр. Louga) — область в Сенегалі. Адміністративний центр - місто Луга. Інші великі міста - Кебемер, Лінгере. Площа - 29 188 км², населення - 810 000 чоловік (2010 рік).

## Географія
На півночі межує з областю Сен-Луї, на сході з областю Матам, на південному сході з областю Кафрин, на півдні з областю Діурбель, на південному заході з областю Тієс. На заході область виходить до Атлантичного океану.

## Адміністративний поділ
Адміністративно область поділяється на 3 департаменти:

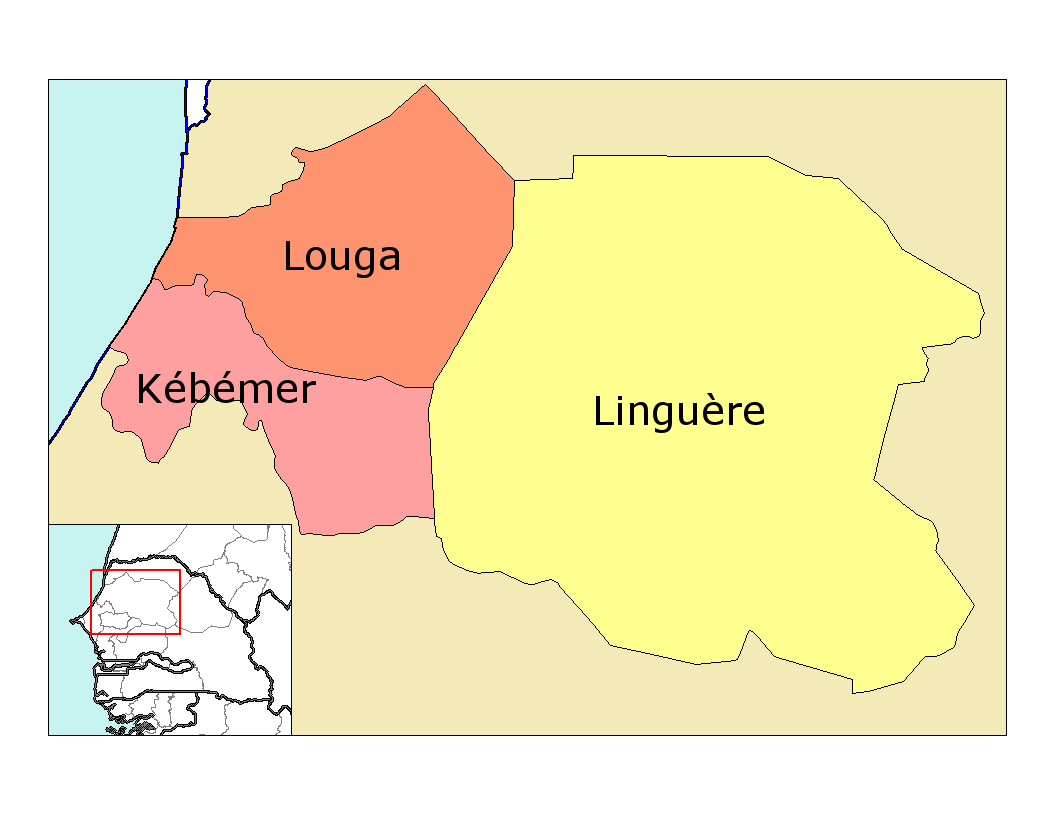
Департаменти області

- Кебемер
- Лінгере
- Луга